# 단체 리 대수
호모토피 이론에서 단체 리 대수(單體Lie代數, 영어: simplicial Lie algebra)는 리 대수의 범주 속의 단체 대상이다. 즉, 단체 집합 구조로 주어지며 리 괄호와 호환되는 위상을 갖춘 리 대수이다.:§Ⅰ.4

## 정의
가환환 {\displaystyle K}가 주어졌다고 하자. {\displaystyle K}-단체 리 대수는 {\displaystyle K}-리 대수의 범주 {\displaystyle \operatorname {LieAlg} _{K}} 속의 단체 대상이다. 즉, 다음과 같은 데이터로 주어진다.
- 각 자연수 {\displaystyle n\in \mathbb {N} }에 대하여, {\displaystyle K}-리 대수 {\displaystyle {\mathfrak {g}}_{n}}
- {\displaystyle {\mathfrak {g}}_{\bullet }} 위의 단체 집합 구조 {\displaystyle \partial _{\bullet }^{n}\colon {\mathfrak {g}}_{n}\to {\mathfrak {g}}_{n-1}}, {\displaystyle s_{\bullet }^{n}\colon {\mathfrak {g}}_{n}\to {\mathfrak {g}}_{n+1}}. 또한, 함수들은 모두 {\displaystyle K}-리 대수 준동형이어야 한다.

## 성질
단체 리 대수의 범주에서, {\displaystyle K}-리 대수 → {\displaystyle K}-가군 망각 함자
{\displaystyle \operatorname {LieAlg} _{K}\to \operatorname {Mod} _{K}}
를 통해, 망각 함자
{\displaystyle [\triangle ^{\operatorname {op} },\operatorname {LieAlg} _{K}]\to [\triangle ^{\operatorname {op} },\operatorname {Mod} _{K}]\simeq \operatorname {Ch} _{\bullet \geq 0}(\operatorname {Mod} _{K})}
를 정의할 수 있다. 여기서 {\displaystyle \operatorname {Ch} _{\bullet \geq 0}(\operatorname {Mod} _{K})}는 자연수 등급의 {\displaystyle K}-가군 사슬 복합체의 아벨 범주이며, 마지막 범주의 동치는 돌트-칸 대응이다. 이 망각 함자를
{\displaystyle \mathrm {N} \colon [\triangle ^{\operatorname {op} },\operatorname {LieAlg} _{K}]\to \operatorname {Ch} _{\bullet \geq 0}(\operatorname {Mod} _{K})}
라고 하자.
{\displaystyle K}가 표수 0의 체라고 하자. 그렇다면, 단체 리 대수 {\displaystyle {\mathfrak {g}}_{\bullet }}에 대하여, 사슬 복합체 {\displaystyle (\mathrm {N} {\mathfrak {g}})_{\bullet }} 위에 다음과 같은 리 괄호를 줄 수 있다.
{\displaystyle \mathrm {N} {\mathfrak {g}}\otimes _{K}\mathrm {N} {\mathfrak {g}}\to \mathrm {N} ({\mathfrak {g}}\otimes _{K}{\mathfrak {g}})\to \mathrm {N} {\mathfrak {g}}}
여기서 첫째 사상은 에일렌베르크-질버 사상이며, 둘째 사상은 성분별로 리 괄호를 취하는 것이다.
그렇다면, {\displaystyle (\mathrm {N} {\mathfrak {g}})_{\bullet }}는 {\displaystyle K}-미분 등급 리 대수를 이룬다. 이는 함자
{\displaystyle \operatorname {N} \colon [\triangle ^{\operatorname {op} },\operatorname {LieAlg} _{K}]\to \operatorname {dgLieAlg} _{K}}
를 정의한다. 이 함자는 왼쪽 수반 함자
{\displaystyle \operatorname {N} ^{*}\colon \operatorname {dgLieAlg} _{K}\to [\triangle ^{\operatorname {op} },\operatorname {LieAlg} _{K}]\colon \operatorname {N} }
를 가진다. 구체적으로,
{\displaystyle \operatorname {N} ^{*}{\mathfrak {g}}={\frac {\operatorname {Free_{LieAlg}} (\mathrm {N} ^{-1}{\mathfrak {g}})}{\mathfrak {I}}}}
이다. 여기서
- {\displaystyle \operatorname {Free_{LieAlg}} \colon \operatorname {Mod} _{K}\to \operatorname {LieAlg} _{K}}는 자유 리 대수 함자이다.
- {\displaystyle (\operatorname {Free_{LieAlg}} \circ )\colon [\triangle ^{\operatorname {op} },\operatorname {Mod} _{K}]\to [\triangle ^{\operatorname {op} },\operatorname {LieAlg} _{K}]}는 단체 가군에서 단체 리 대수로 가는, 성분별 자유 리 대수 함자이다.
- {\displaystyle {\mathfrak {I}}}는 {\displaystyle \{[[\mathrm {N} ^{-1}x,\mathrm {N} ^{-1}y]]-\mathrm {N} ^{-1}[x,y]\colon x\in {\mathfrak {g}}_{m},\,y\in {\mathfrak {g}}_{n}\}}로 생성되는 단체 리 대수 아이디얼이다.
  - 여기서 {\displaystyle [[-,-]]\colon \mathrm {g} _{m}\otimes {\mathfrak {g}}_{n}\to {\mathfrak {g}}_{m+n}}은 에일렌베르크-질버 사상 {\displaystyle {\mathfrak {g}}_{m}\otimes {\mathfrak {g}}_{n}\to ({\mathfrak {g}}\otimes {\mathfrak {g}})_{m+n}}을 취한 뒤 각 성분별 리 괄호 {\displaystyle ({\mathfrak {g}}\otimes {\mathfrak {g}})_{m+n}\to {\mathfrak {g}}_{m+n}}를 취한 것이다.

### 모형 범주 구조
표수 0의 체 {\displaystyle K}에 대하여, 단체 리 대수의 범주 {\displaystyle [\triangle ^{\operatorname {op} },\operatorname {LieAlg} _{K}]} 위에는 다음과 같은 모형 범주 구조가 존재한다.
- 올뭉치는 칸 올뭉치(즉, 단체 집합의 모형 범주의 올뭉치)이다.
- 약한 동치는 단체 집합의 약한 동치(즉, 기하학적 실현에 대한 약한 호모토피 동치)이다.

또한, 이에 따라 함자 {\displaystyle \mathrm {N} \colon [\triangle ^{\operatorname {op} },\operatorname {LieAlg} _{K}]\to \operatorname {dgLieAlg} _{K}}는 퀼런 동치를 이룬다.

## 같이 보기
- 미분 등급 리 대수